# Celebrity Deathmatch (videojuego)
MTV's Celebrity Deathmatch es un videojuego de lucha basado en el programa de televisión Celebrity Deathmatch al estilo Mortal Kombat. El videojuego presenta celebridades y monstruos de películas como personajes jugables. Se planeó una versión para Gamecube del juego, pero luego se canceló al principio del desarrollo. En general, fue muy mal criticado, por ejemplo, recibió una calificación de 2.8 o "terrible" por GameSpot.

## Personajes
Hay un total de 27 personajes: 20 desde el inicio y siete desbloqueables, las versiones regulares de Nick y Johnny solo son jugables en la versión de PlayStation 1.
- Anna Nicole Smith
- Busta Rhymes
- Carmen Electra
- Carrot Top
- Cindy Margolis
- Cousin Grimm
- Lance Bass
- JC Chasez
- Joey Fatone
- Chris Kirkpatrick
- Justin Timberlake
- Dennis Rodman
- Frankenstein
- Gladiator Nick
- Jerry Springer
- Marilyn Manson
- Miss Cleo
- Mr. T
- Mummy
- Ron Jeremy
- Shannen Doherty
- Tommy Lee
- Wizard Johnny
- Wolfman
- Zatar the alien

## Fatalidades Alternativos
- Head Rip Fatality: Mata a tu oponente cuando el no tenga las piernas. (en versión PC, Cindy Margolis no puede hacer esta fatalidad, ella siempre hará su propia fatality como en Mortal Kombat.)
- Anvil Drop:  Mata a tu oponente cuando no tengas las piernas.
- Matrix Decapatation Kick: Mata a tu oponente cuando no tengas los brazos.

## Cameos
Algunos personajes también aparecen pero no son jugables
- Mills Lane
- Debbie Matenopoulos
- Stacey Cornbred (Zombie)
- Nick Jr
- Potato Khan